# Labolips innupta
Labolips innupta är en stekelart som beskrevs av Alexander Henry Haliday 1857. Labolips innupta ingår i släktet Labolips, och familjen hyllhornsteklar. Arten är reproducerande i Sverige.